# Francesc Roca i Vila
Francesc Roca i Vila va néixer a Barcelona cap el 1776 o 1777, i cap al 1809 es va instal·lar a Reus com a impressor i llibreter. Aquests oficis els havia exercit anteriorment a Barcelona i a Vic. Se suposa que arribà a Reus desplaçat per la guerra del Francès. Roca es desplaçà des de Vic cap al sud. A Reus hi van fer cap altres llibreters i impressors que havien fet camins semblants, com ara la viuda Sastres, Josep Rubió o Joaquim Artigas, que van arribar a la capital del Baix Camp cap a finals del domini francès.
Roca va obrir una llibreria al carrer Major número 11, a Reus, en una casa que feia (i fa) cantonada amb el carrer de la Concepció. Al carrer Major ja hi havia instal·lat l'impressor Francesc de Paula Compte. Del 1809 fins al 1812 va actuar sobretot de llibreter, segons ens diuen els anuncis de l'època. El 1816 tenia a la vora de la seva llibreria l'impressor Pau Riera i l'impressor i llibreter Antoni Berdeguer. El 1817 va agafar un aprenent d'impressor, Francesc Freixes, i un altre, Diego Angelón, que treballava principalment a la llibreria. El 1822 els anuncis de Francesc Roca a la premsa de Reus, en concret els de la Diana constitucional política y mercantil, expliquen que el seu negoci és la llibreria i la papereria, i que també es fan petits impresos. Cap al 1825 la impremta va ser la seva activitat principal. Un germà seu, que signava Roca i Vila, va obrir una llibreria a la plaça del Mercadal el 1827. A més de la impremta, Francesc Roca formalitzava subscripcions a diferents periòdics. Tant l'impressor i editor Salvador Torrell com l'historiador reusenc Andreu de Bofarull diuen que va començar la seva feina d'impressor el 1819. Roca imprimia llibrets religiosos, goigs, romanços i ventalls. Cap al 1830 va tenir d'aprenent Joan Baptista Vidal, que després va ser un conegut impressor reusenc. El 1829 es va instal·lar molt a prop de la seva impremta l'impressor i llibreter Francesc Sánchez. Diego Angelón també havia obert una llibreria al mateix carrer, que quan va morir va continuar la seva viuda.
Joan Amades fa una breu referència a les estampes impreses per Roca: "... Una estampa que al peu de la qual es limita a dir "Reus, por Roca, impresor y librero..." Així consignava les seves obres en Francesc Roca..."
El 1846 la impremta Roca la va continuar el seu fill Narcís. Francesc Roca va morir el 1847.